# Иннокентьевка (Завитинский район)
В Амурской области в Архаринском районе тоже есть село Иннокентьевка.
Инноке́нтьевка — село в Завитинском районе Амурской области Россия. Административный центр Иннокентьевского сельсовета.

## География
Село находится на автотрассе Завитинск — Поярково, на расстоянии 27 км к юго-западу от города Завитинск, административного центра района.
Село Ивановка — спутник села Инокентьевка.

## Население
| 2002 | 2010 | 2012 | 2013 | 2014 | 2015 | 2016 |
| ---- | ---- | ---- | ---- | ---- | ---- | ---- |
| 398  | ↘285 | ↘276 | ↘270 | ↘264 | ↘250 | ↘246 |
| 2017 | 2018 |      |      |      |      |      |
| ↘244 | ↘239 |      |      |      |      |      |

## Улицы
| - ул. Комаринская, - ул. Мастерская, - ул. Партизанская, - ул. Солнечная, | - пер. Стадионный, - ул. Хутор, - ул. Центральная, - ул. Ядыкина. |

## Экономика
Сельскохозяйственные предприятия Завитинского района.